# Antonio García González
Antonio García González (Monterrey, Nuevo León, 19 de junio de 1889 - ibídem, 31 de octubre de 1972) fue un abogado y político mexicano que fue diputado federal y alcalde de la ciudad de Monterrey.
Nació en Monterrey, Nuevo León, el 19 de junio de 1889, siendo hijo del gobernador Canuto García y de doña Josefa González de García. Obtuvo su título de abogado en 1917 por la Escuela de Jurisprudencia de Nuevo León, de la cual fue catedrático, secretario, tesorero y bibliotecario. Fue defensor de oficio militar y oficial mayor de gobierno en 1923. Diputado al Congreso de la Unión en 1928, y alcalde de la ciudad de Monterrey entre 1929 y 1930. También diputado local en 1931, secretario general de gobierno en octubre de 1933 y procurador general de justicia de 1943 a 1946. Tuvo una larga carrera como notario público. Falleció en Monterrey el 31 de octubre de 1972.